# Erkoatun (Ort)
Erkoatun (Ercoatun, Erkoatun, Erkoatum, Ercoatum) ist ein osttimoresischer Ort im Suco Aissirimou (Verwaltungsamt Aileu, Gemeinde Aileu).

## Geographie
Das Dorf Erkoatun liegt an der Nordgrenze der Aldeia Erkoatun, auf einer Meereshöhe von 1171 m. Die Überlandstraße von Gleno und Aileu im Süden nach Turiscai im Nordosten und schließlich weiter in die Landeshauptstadt Dili durchquert den Ort im Südosten. Zwei Kilometer nördlich befindet sich das Dorf Solerema und weniger als einen Kilometer in Richtung Westen das Dorf Sarlala, wo auch die nächstgelegene Grundschule steht. Beide Nachbardörfer gehören zur Aldeia Faularan im Suco Seloi Craic. Direkte Straßenverbindungen zu anderen Ortschaften im Suco Aissirimou gibt es nicht.